# Sicista armenica
Sicista armenica là một loài động vật có vú trong họ Dipodidae, bộ Gặm nhấm. Loài này được Sokolov & Baskevich mô tả năm 1988.